# Das wissenschaftliche Bibellexikon im Internet
Das wissenschaftliche Bibellexikon im Internet (WiBiLex) är ett tyskspråkigt uppslagsverk inom bibelvetenskap som skrivs för internet. Uppslagsverket är gratis tillgängligt. Utgivare är Deutsche Bibelgesellschaft (DBG), en mest protestantisk stiftelse som också är utgivare för kritiska utgåvor av Gamla och Nya testamentet.
De signerade artiklarna skrivs av sakkunniga på sina områden och innehåller litteraturförteckningar. Verket är tänkt att ha över 2 000 uppslagsord.